# Léocadie Hersent-Penquer
Pour les articles homonymes, voir Hersent.
Léocadie Hersent-Penquer, née le 14 février 1817 au château de Kerouartz à Lannilis et morte le 19 décembre 1889 à Brest, est une poétesse française, dite la muse brestoise.

## Biographie

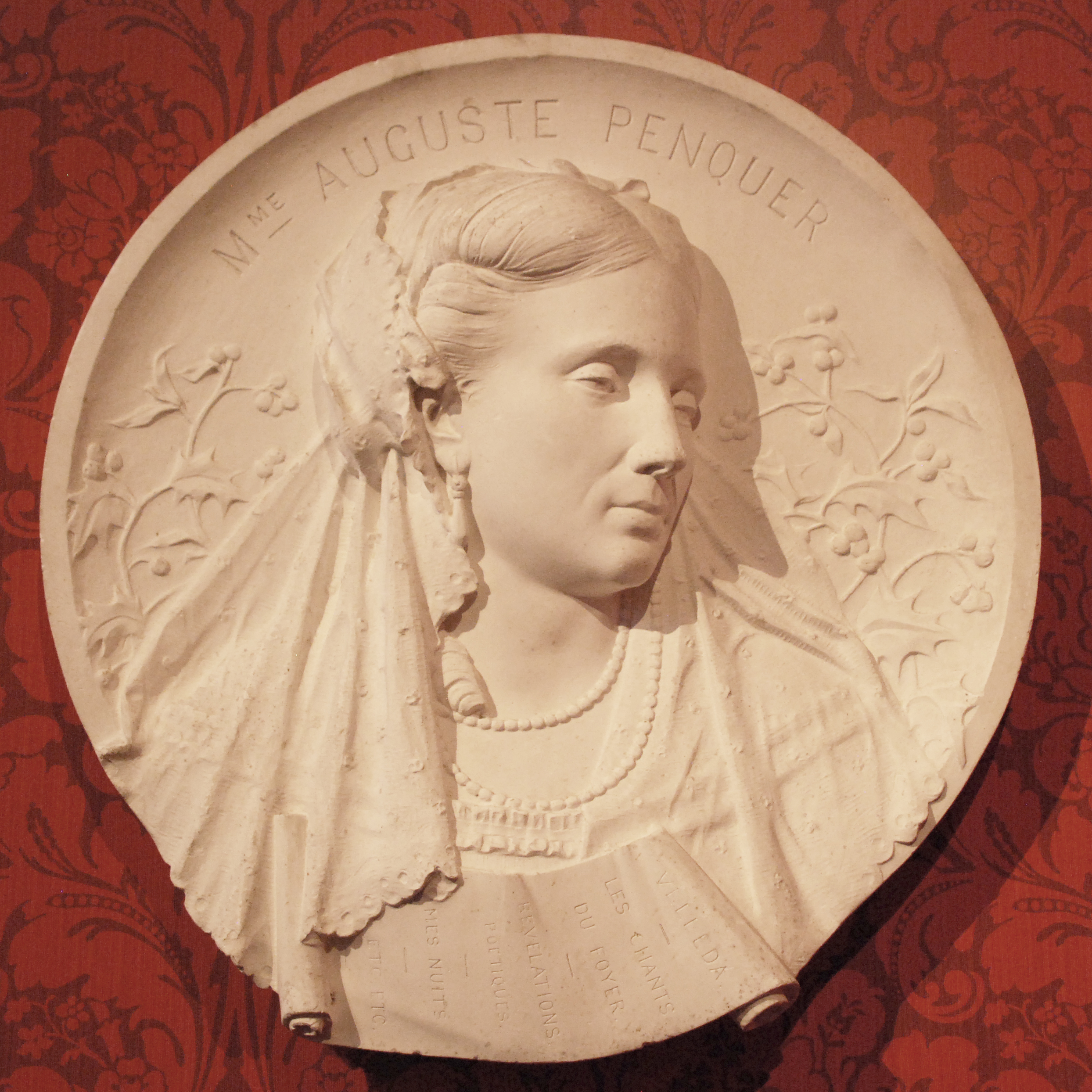
Médaillon de Léocadie Hersent-Penquer par Cyprien Godebski, conservée au musée des beaux-arts de Brest

Elle est la fille de Denis Michel François Hersent. Veuve de Victor Burle, elle épouse en secondes noces le Dr Auguste Salaün-Penquer, maire de Brest, avec qui elle crée, en 1875, le Musée des beaux-arts de cette ville. Elle-même et son second mari sont membres honoraires de la Société académique de Brest. Son éloge funèbre est prononcé par le président de cette société. Une lecture, publiée dans le même bulletin, évoque plus longuement sa vie.
Elle publie en 1862, Les chants du foyer. Ce recueil comprend trois parties : la jeune fille, la jeune femme et la jeune mère. Elle publie en 1869, Velléda. Il s'agit d'un poème de 370 pages qui conte l'épopée d'une druidesse de la pointe du Raz.

## Œuvres
- Les chants du foyer, 1862[9]
- Révélations poétiques, Librairie académique Didier et Cie, 1864
- À propos des arbres du Luxembourg, Paris, Sausset, 1866    (Wikisource)
- Velléda (épopée glorifiant l'idée chrétienne et la Bretagne), 1869[10]
- Syndoryx : le barde de Penmarc'h, 1870[11]
- La payse : conte breton, 1888[12]
- Mes nuits, ouvrage posthume, Alphonse Lemerre, 1891[13]
- « Le paradis retrouvé » dans Le Parnasse contemporain, recueil 2, p. 285)

## Hommage
Une rue de Lannilis porte son nom.